# Igreja Católica na África
O catolicismo na África é a parte da Igreja Católica atuante nos vários países da África. A atividade cristã em África começou no primeiro século, quando o Patriarcado de Alexandria foi formado como um dos quatro Patriarcados do Oriente  (os outros sendo Constantinopla, Antioquia, e Jerusalém). Em 2005, os romanos e Igrejas orientais católicas da África abraçou cerca de 135 milhões dos 809 milhões de pessoas na África. Em 2009, quando o Papa Bento XVI África visitou, estimou-se em 158 milhões Acredita-se que em 2025, um sexto (230 milhões) dos católicos de todo o mundo serão africanos. O maior seminário do mundo fica na Nigéria, próximo à fronteira com Camarões, na África Ocidental. A África também produz uma grande porcentagem de sacerdotes no mundo. Há 16 cardeais africanos, em meio aos 192 e 400 mil catequistas. O Cardeal Peter Turkson, anteriormente arcebispo de Cape Coast, Gana, é o cardeal mais jovem do continente, com 64 anos 

## História

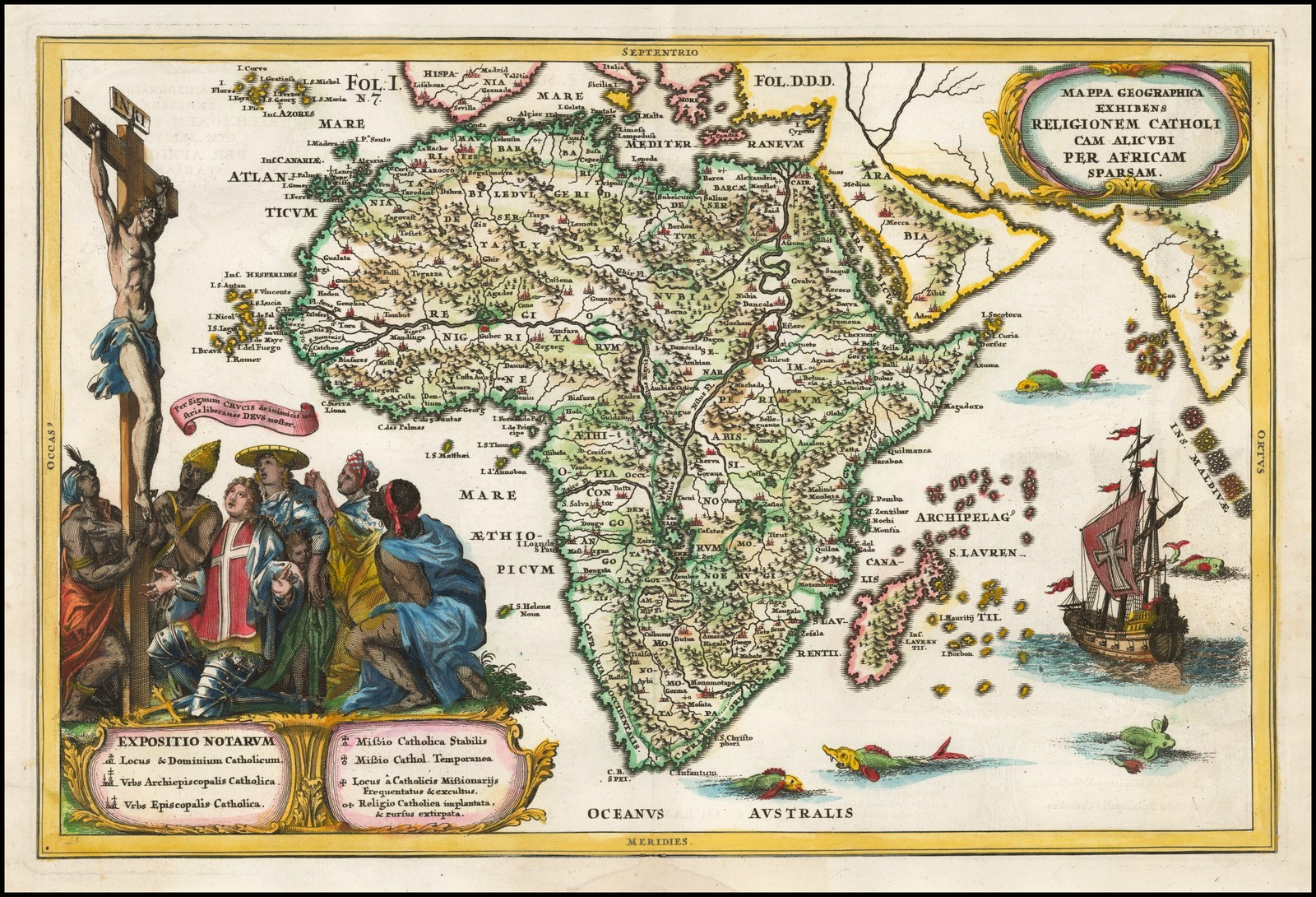
Heinrich Scherer, Mappa Geographica exhibens Religionem Catholicam alicubi per Africam sparsam, circa 1710

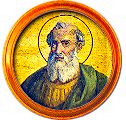
O Papa Vítor I foi um berbere cristianizado, que estabeleceu o latim como língua oficial da Igreja Católica

Muitos membros importantes da Igreja primitiva eram da África, incluindo o evangelista Marcos, Orígenes, Tertuliano, Santo Agostinho e Clemente de Alexandria. As igrejas no leste da África do Norte, tais como as do Egito e Etiópia, tendiam a alinhar-se com a prática do cristianismo oriental, mas aquelas localizadas na região que hoje é conhecida como Magrebe, estavam ligadas à Igreja de Roma. Três dos primeiros papas eram da província romana da África. Eles eram o Papa Vítor I (entre 189-199), Papa Milcíades (entre 311-314) e Papa Gelásio I (entre 492-496), e todos eles eram berberes cristãos.
A população católica no continente passou de 2.000.000 em 1900 para 140 milhões em 2000.

## Por país
| - África do Sul - Angola - Argélia - Benim - Botsuana - Burquina Faso - Burundi - Cabo Verde - Camarões - Chade - Comores | - Costa do Marfim - Djibuti - Egito - Eritreia - Essuatíni - Etiópia - Gabão - Gâmbia - Gana - Guiné - Guiné-Bissau | - Guiné Equatorial - Lesoto - Libéria - Líbia - Madagascar - Malaui - Mali - Marrocos - Maurício - Maurtiânia - Moçambique | - Namíbia - Níger - Nigéria - Quênia - República Centro-Africana - República Democrática do Congo - República do Congo - Ruanda - São Tomé e Príncipe - Senegal - Serra Leoa | - Seicheles - Somália - Sudão - Sudão do Sul - Tanzânia - Togo - Tunísia - Uganda - Zâmbia - Zimbábue |